# Pfinztal
Pfinztal è un comune tedesco di 18 001 abitanti, situato nel land del Baden-Württemberg.